# Joe Blewitt

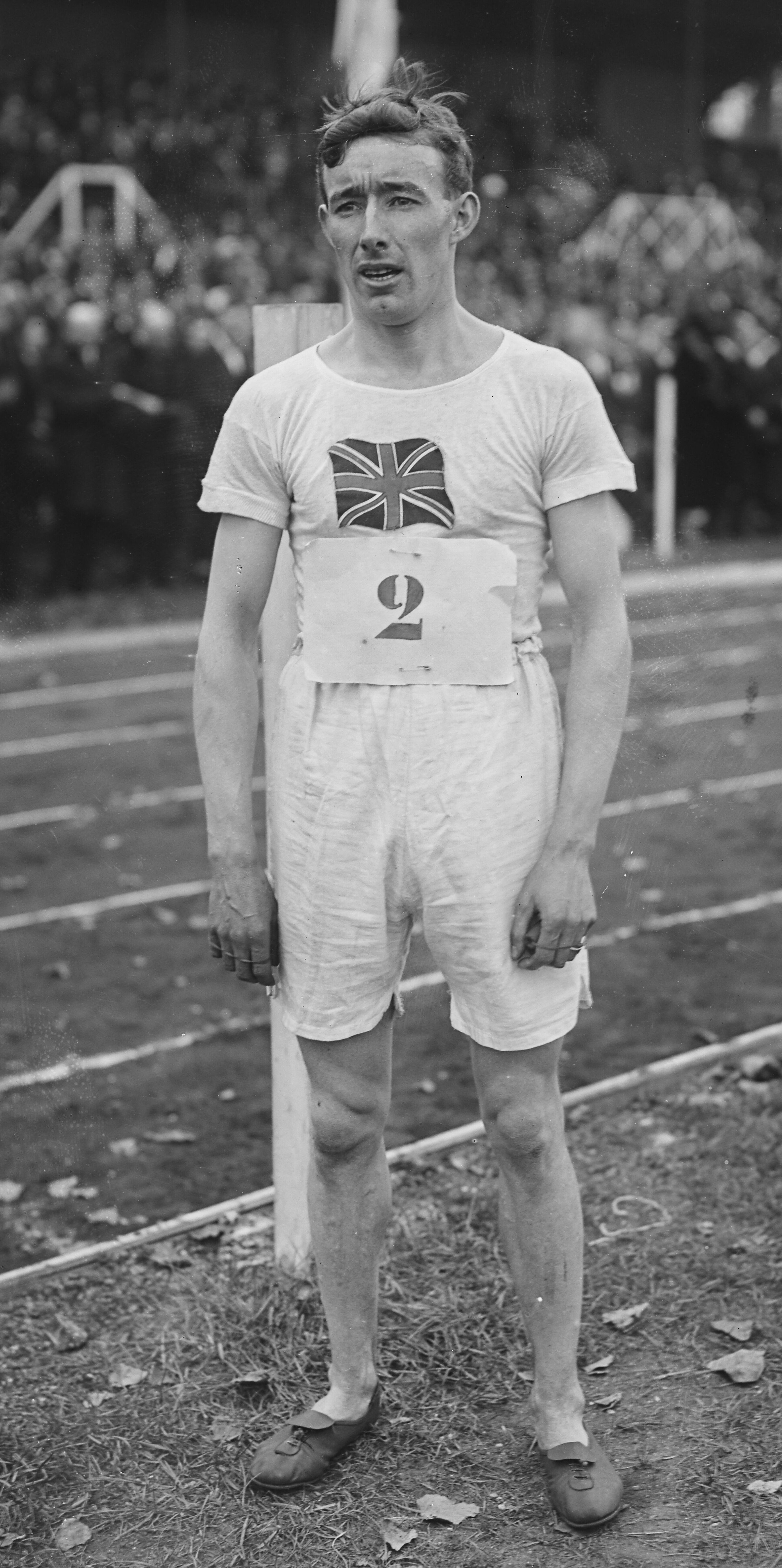
Joe Blewitt, 1921

Joe Blewitt (eigentlich Charles Edward Blewitt; * 1. November 1895 in Upton-upon-Severn, Worcestershire; † 30. Mai 1954 in Birmingham) war ein britischer Langstreckenläufer und Hindernisläufer.
Bei den Olympischen Spielen 1920 wurde er Fünfter über 5000 m. Beim Mannschaftsrennen über 3000 m kam er auf den fünften Platz und gewann mit dem britischen Team Silber.
1923 siegte er für England startend beim Cross der Nationen. 1928 schied er bei den Olympischen Spielen in Amsterdam über 3000 m Hindernis im Vorlauf aus.
1920, 1923 und 1925 wurde er englischer Meister über vier Meilen, 1919 über zehn Meilen und 1924 über zwei Meilen Hindernis.

## Persönliche Bestzeiten
- 1 Meile: 4:21,6 min, 23. Juni 1923, Manchester
- 5000 m: 15:15,2 min, 8. Oktober 1922, Paris
- 10.000 m: 32:44,4 min, 11. September 1921, Colombes
- 3000 m Hindernis: 10:17,0 min, 21. Juni 1924, London